# Gombos Lajos
Gombos Lajos (Cegléd, 1881.–Cegléd, 1949. szeptember 9.), Cegléd város polgármestere 1907 és 1918 között, a Ceglédi Gazdasági Egyletet alapítóelnöke.

## Családja és származása
Egy ceglédi ágostai hitvallású polgári családban született. Apja idősebb Gombos Lajos (1854–1945) ceglédi orvos, anyja Sik Anna (1859–1942) volt. Az apai nagyszülei a Pozsony vármegyei bazini születésű Gombos Pál (1815–1893), ceglédi vas- és fűszerkereskedő, és Rauh Karolin (1829–1914) voltak; Gombos Pál eredetileg a Knopf Pál név alatt született, azonban 1862-ben megváltoztatta vezetéknevét "Gombos"-ra. Fivére dr. Gombos Dénes (1890–1961) ceglédi főorvos, szülészorvos.

## Élete
Az elemi iskolai tanulmányait az evangélikus egyház iskolájában végezte, majd Pécsre került a Római Katolikus Főgimnáziumba, ahol 1899-ben érettségizett. Jogi tanulmányait Kolozsváron Ferenc József Tudományegyetemen folytatta, ahol 1905-ben a jogtudományok doktorává avatták. A fiatal diplomás Gombos Lajos széles tudással rendelkezett, jó megjelenése és közvetlen modora ismertté tették őt a ceglédi polgárság körében.
1907-ben Gubody Ferenc meghalt. A megüresedett polgármesteri székbe, 1907. szeptember 5-én (nagy választási korteskedés és harc után) a közgyűlés ifj. Gombos Lajost választotta meg 124 szavazattal, B. Molnár Sámuel 81 szavazatával szemben. Az új polgármester telve tetterővel és ambícióval, szülővárosa iránti meleg szeretettel végezte munkáját. Ennek eredményeképp az 1908. június 22-i közgyűlés ismét őt választotta meg polgármesternek.
Az 1907-1918 közötti időszakban (a nehéz körülmények ellenére) sokat tett a városért a polgármester. Fejlesztette a gáz- és vízhálózatot, bazaltköves burkolatot kapott több főút, a várost 10 kerületre osztották, bevezették a házak számozását, felállította a városi Tűzoltóságot. 1914-ben érdemei elismeréseképpen a közgyűlés ismét polgármesterré választja, épp két héttel a trónörökös szarajevói meggyilkolása előtt. 1914. január 21-én létre is hozták az önálló Ceglédi Gazdasági Egyletet dr. Gombos Lajos polgármester elnökletével Induláskor az egyletnek 200 tagja volt.
A háborús években is fáradhatatlanul munkálkodott a városért és a lakosság jobb ellátásáért. 1918 októberében az ország központi hatalma összeomlott, az országos irányítást Károlyi Mihály ragadta magához, a frontokról óriási tömegben özönlött haza a katonaság. Kitört az őszirózsás forradalom. Cegléden a népharag a közigazgatás vezetői ellen fordult az ellátási, élelmezési hiányok miatt. Később a családnak el kellett menekülnie a városból. A Tanácsköztársaság bukása után 1919. augusztus 9-én ülést tartott a régi városi közgyűlés, amelyen részt vett dr. Timbus Endre, a románok által kinevezett ideiglenes főispán is. Ez a közgyűlés (távollétében ugyan, de) újra dr. Gombos Lajost választotta polgármesterré és a Városi Takarékpénztár vezérigazgatójává. Hazatértéig ezt a pozíciót Dobos Sándorra bízták, de a Gombos Lajost ért lelki nyomás miatt egyik pozíciót sem vállalta el. A város 1928. szeptember 30-án tartott diszkőzgyűlés keretében leplezte le Kossuth Ferenc volt országgyűlési képviselő és Gombos Lajos volt polgármester portréját.

## Házasságai és leszármazottjai
1908-ban Cegléden feleségül vette a polgári származású Hunyadi Mária Anna (Cegléd, 1880. július 29.–Budapest, 1929. január 16.) kisasszonyt, akinek a szülei Hunyadi Ferenc (1836–1890) ceglédi városi adótiszt, gőzmalom tulajdonos, földbirtokos, és a római katolikus nemesi származású persai Persay családból való persai Persay Anna Amália (1850–1928) voltak. Hunyadi Ferenc eredetileg "Sztratimirovits Ferenc"-ként született és az 1848-49-es szabadságharc után megváltoztatta vezetéknevét "Hunyadivá". A menyasszonynak az apai nagyszülei Sztratimirovits Ferenc, ceglédi pintérmester, és Szunyogh Terézia (1803–1886) voltak; az anyai nagyszülei persai Persay István (1822–1892), ceglédi kisiparos, és Szabolovics Anna voltak. Az anyai nagyapai ükszülei persai Persay Sándor (1788–1850), abonyi uradalmi ispán (spanus dominalis) a gróf Szapáry családnál és brezányi Brezányi Zsuzsanna (1788–1830) voltak. Az anyai nagyapjának, Persay Istvánnak a fivérei Persay János (1813–1870), áporkai földbirtokos, valamint Persay Sándor (1818–1885) okleveles gyógyszerész, ceglédi gyógyszertártulajdonos voltak. Hunyadi Ferencné Persay Anna elsőfokú unokatestvérei: Persay Sándor fia, dr. Persay Ferenc (1854–1937), Bars vármegye alispánja, jogász, valamint Persay János fia, Persay Gyula (1855–1924) gyógyszerész, gyógyszertár-tulajdonos, a "Nova és Vidéke Takarékpénztár Részvénytársaság" vezérigazgatója, a Tulipán Szövetség novai fiók társelnöke. Gombos Lajosné Hunyadi Mária leánytestvére Hunyadi Ilona (1882–1947), akinek a férje dr. Hübner Emil (1879–1956), ügyvéd, ceglédi lapszerkesztő, a ceglédi városi könyvtár alapítója, Cegléd városi takarékpénztár ügyésze. Dr. Gombos Lajos és Hunyadi Mária frigyéből négy gyermek született: 
- Gombos Lajos (1909),
- Gombos György (Cegléd, 1910. december 2.–†?), gazdasági felügyelő. Neje: Bence Anikó Margit (Budapest, 1918. január 26.–†?)[11]
- Gombos Márta Mária Anna (Cegléd, 1913. február 16.–†Budapest, 1969. november 18.), okleveles tanítónő. Férje: dr. Boda-Novy Béla (Cegléd, 1908. július 29.–†Budapest, 1971. december 6.), m. kir. iparügyi miniszteri fogalmazó.[12][13][14]
- Gombos Tibor (1916).

Első felesége halála után dr. Gombos Lajos 1931-ben újra nősült, második felesége Roeszler Ida.